# NGC 2132
NGC 2132 este o galaxie situată în constelația Pictorul. A fost descoperită în 11 ianuarie 1836 de către John Herschel.